# Kozue Andō
Kozue Andō (en japonès: 安藤 梢) (Utsunomiya, Japó, 9 de juliol de 1982), és una exfutbolista japonesa que jugava com a migcampista.
Internacional amb la selecció femenina de futbol del Japó, es va proclamar campiona de la Copa Mundial de Futbol Femení de 2011.

## Carrera de la selecció nacional
El juny de 1999, quan Ando tenia 16 anys, va ser seleccionada per la selecció del Japó de la Copa Mundial Femenina de Futbol 1999. En aquesta competició, el 26 de juny, va debutar contra Noruega. Ella va jugar la Copa Mundial quatre vegades i en els Jocs Olímpics d'Estiu tres vegades. Va ser membre de l'equip que va derrotar els Estats Units en un tir de penal a les finals per guanyar la Copa Mundial de 2011; Ando va començar la final. També va formar part de l'equip japonès que va guanyar la medalla de plata als Jocs Olímpics d'estiu de 2012 i segon lloc a la Copa del Món de 2015. Al Mundial de 2015, en el primer partit contra Suïssa, va tirar al penal, però en aquell moment es va fracturar el turmell esquerre. Aquest partit va ser el seu últim com a part de la selecció japonesa. Va jugar 126 partits i va marcar 19 gols amb el Japó el 2015.

## Clubs
| Club               | País     | Any         | Partits | Gols |
| Saitama Reines     | Japó     | 2002 - 2004 | 45      | 30   |
| Urawa Red Diamonds | Japó     | 2005 - 2009 | 101     | 68   |
| FCR 2001 Duisburg  | Alemanya | 2009 -      | 30      | 11   |

## Palmarès
Selecció femenina del Japó
- Copa Mundial Femenina de 2011